# (27514) Марков
(27514) Марков (лат. Markov) — астероид главного пояса, который был открыт 26 апреля 2000 года Паулем Комбой в Прескоттской обсерватории и назван в честь российского математика А. А. Маркова старшего.
Эксцентриситет орбиты равен 0,034 (почти окружность), наклонение орбиты к плоскости эклиптики —  2,97°,  период обращения вокруг Солнца — 1783 дней.

## Сближения
| дата             | а. е.    | расстояний до Луны | небесное тело |
| ---------------- | -------- | ------------------ | ------------- |
| 27.12.2034 01:44 | 0,018287 | 7,12               | Ирида         |
| 15.04.2107 10:57 | 0,049985 | 19,5               | Юнона         |